# Pseudophisma
Pseudophisma là một chi bướm đêm thuộc họ Erebidae.